# Combinata (arrampicata)
La combinata è una disciplina dell'arrampicata sportiva che contempla le specialità di  speed (velocità), boulder e lead (difficoltà).
La prima competizione di questa disciplina si è svolta nei Giochi olimpici giovanili estivi del 2018.
È stata introdotta per la prima volta nei Giochi olimpici nell'edizione di Tokyo 2020.